# Parafia św. Antoniego w Lucynowie Dużym
Parafia św. Antoniego w Lucynowie Dużym – parafia rzymskokatolicka należąca do dekanatu radzymińskiego, diecezji warszawsko-praskiej, metropolii warszawskiej Kościoła katolickiego. 
W parafii posługują księża diecezjalni. 

## Zasięg parafii
Do parafii należą wierni z następujących miejscowości: Deskurów, Fidest, Lucynów, Lucynów Duży, Tumanek